# TOUGH INTENTION
「TOUGH INTENTION」（タフ・インテンション）とは、KOTOKOの楽曲で、20枚目のシングルである。2014年7月23日に発売（発売元はワーナー・ブラザース・ホームエンターテイメント）。

## 解説
前作「リスタート」から約1年7ヶ月ぶりのリリースとなる2014年初のシングル。
表題曲は、UHFアニメ『白銀の意思 アルジェヴォルン』のオープニングテーマに起用された。レフティモンスターとしても活動されている宮田リョウとの共作による初となる楽曲である。歌詞ではアニメを意識して、KOTOKOが「女の子っぽい言葉をいっさい使わないように、男の子っぽい言葉で歌詞を書かせてもらいました。自分が10代、20代の男の子になったつもりで、とにかく力一杯歌ったんです。若さゆえ不器用にぶつかっていくというか。闘いを舞台にした、少し暗いストーリーのアニメでもあるんですが、暗くて重いだけのモノではなく、その中で若者がイキイキと自分らしく、前向きに生きている様が描かれているので、そんな部分を出していけたらなと思ったんです」とコメントした。
ジャケットとミュージックビデオは、アメリカ・ロサンゼルスの近くにあるドライレイクで撮影している。
カップリング曲の「ARCH」は、本人が2014年から2015年に年跨ぎで開催されたメジャーデビュー10年周年全国47都道府県ツアー『KOTOKO 10th Anniversary Live Tour "47 ARCH" ～駆け回り食べまくり! NEO～』をするに当たって書いた曲である。KOTOKOが歌詞・作曲を担当し、I'veの元メンバー中沢伴行と尾崎武士が編曲を担当している。歌詞では仲間たちと出逢っていままで歩いてこれたことをストーリーを語って、当時までの楽曲のフレーズやワードが散りばめられている。本人曰く「10年目の「覚えてていいよ」を作りたかったんです。いままでの楽曲へのオマージュもありつつ、デビューする前の気持ちから、みんなと出逢っていままで歩いてこれたことをストーリーにしている歌詞なので、すごく思い入れが強いんです。それもあって、アレンジも「覚えてていいよ」を作ってくれた中沢伴行さんにお願いしたんです」とのこと。

## 批評
音楽出版社の音楽雑誌『CDジャーナル』は、「楽曲のテンションの高さもさることながら、それに負けるどころか、圧倒し超越してしまう歌唱力とキャラクター性。両曲ともにアニソン・ディーヴァのモチベーションの屈強さを思わずにいられない、痛快至極なロック・チューン」と批評した。

## 収録曲
全作詞：KOTOKO
1. TOUGH INTENTION [4:31]
作曲・編曲：宮田リョウ
UHFアニメ『白銀の意思 アルジェヴォルン』前期オープニングテーマ
2. ARCH [4:33]
作曲：KOTOKO、編曲：中沢伴行・尾崎武士
3. TOUGH INTENTION（Instrumental）
4. ARCH（Instrumental）

## チャート
| チャート（2014年）                                 | 最高位 |
| -------------------------------------------------- | ------ |
| オリコン                                           | 34     |
| Billboard JAPAN Hot 100                            | 66     |
| Billboard JAPAN Hot Animation                      | 14     |
| Billboard JAPAN Hot Singles Sales                  | 34     |
| Billboard JAPAN Top Independent Albums and Singles | 13     |